# Kysyl-Maschalyk
Kysyl-Maschalyk (tuwinisch und russisch Кызыл-Мажалык) ist ein Dorf (selo) in der Republik Tuwa (Russland) mit 5072 Einwohnern (Stand 14. Oktober 2010).

## Geographie
Der Ort liegt in Südsibirien, im Westteil des Tuwinischen Beckens etwa 275 Kilometer Luftlinie westsüdwestlich der Republikhauptstadt Kysyl und vier Kilometer südlich der Kleinstadt Ak-Dowurak. Zwischen Kysyl-Maschalyk und Ak-Dowurak fließt der Jenissei-Nebenfluss Chemtschik in östlicher Richtung vorbei.
Kysyl-Maschalyk (tuwinisch für roter Hügel) ist Verwaltungszentrum des Koschuuns (Rajons) Barun-Chemtschikski. Das Dorf bildet als deren einzige Ortschaft die Landgemeinde (tuwinisch Sumon) Kysyl-Maschalykskoje selskoje posselenije.

## Geschichte
Kysyl-Maschalyk entstand in den 1920er-Jahren als Verwaltungszentrum für das von halbnomadisch lebenden tuwinischen Viehzüchtern bewohnte Gebiet im Westen der damaligen Tuwinischen Volksrepublik. Als Gründungsjahr gilt 1929. 1959 erhielt der Ort den Status einer Siedlung städtischen Typs, den er 1996 wieder verlor. Heute ist er das bevölkerungsreichste Dorf der Republik.

## Bevölkerungsentwicklung
| Jahr | Einwohner |
| ---- | --------- |
| 1959 | 4887      |
| 1970 | 4423      |
| 1979 | 4983      |
| 1989 | 5754      |
| 2002 | 5046      |
| 2002 | 5072      |

Anmerkung: Volkszählungsdaten

## Wirtschaft und Infrastruktur

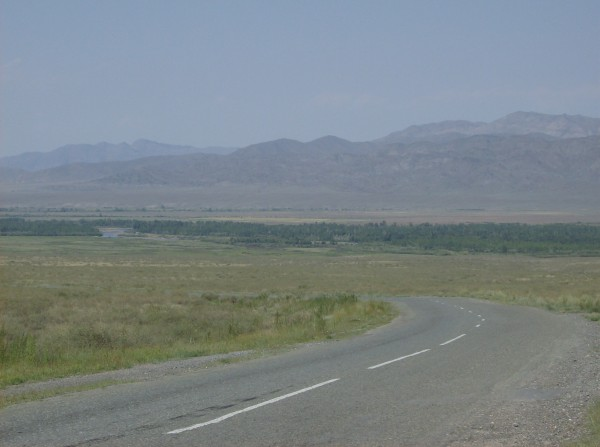
Fernstraße A162 bei Kysyl-Maschalyk

Der Ort ist Zentrum eines Gebietes, dessen Hauptwirtschaftszweig die Rinder- und Pferdehaltung sowie der Anbau von Getreide, Kartoffeln, Gemüse und Futterpflanzen ist. Im Ort gibt es ein Ziegelwerk, zwei Molkereien und einen Fleischverarbeitungsbetrieb.
Durch Kysyl-Maschalyk verläuft die Fernstraße A162, die von der Hauptstadt Kysyl kommend bis in das Dorf Teeli führt, Zentrum des benachbarten, westlichsten Koschuuns von Tuwa. Beim Ort überquert sie den Chemtschik; nördlich zweigt die A161 in Richtung Chakassien ab.